# 2000年夏季残疾人奥林匹克运动会法国代表团
2000年夏季残疾人奥林匹克运动会法国代表团是法国派出的2000年夏季残疾人奥林匹克运动会代表团。获得30枚金牌、28枚银牌和28枚铜牌。